# Глубочок (Каменская сельская община)
Глубочок (укр. Глибочок) — село в Каменской сельской общине Черновицкого района Черновицкой области Украины.
До 2020 года входило в Сторожинецкий район.
Население по переписи 2001 года составляло 309 человек. Почтовый индекс — 59051. Телефонный код — 3735. Код КОАТУУ — 7324588502.